# Cepokomulyo (Kepanjen)
Cepokomulyo is een bestuurslaag in het regentschap Malang van de provincie Oost-Java, Indonesië. Cepokomulyo telt 6752 inwoners (volkstelling 2010).